# Associazione Calcio Lumezzane 2003-2004
Questa pagina raccoglie le informazioni riguardanti l'Associazione Calcio Lumezzane nelle competizioni ufficiali della stagione 2003-2004.

## Stagione
Nella stagione 2003-2004 il Lumezzane, per il quarto anno allenato da Giancarlo D'Astoli, disputa il girone A del campionato di Serie C1, raccoglie 59 punti e si piazza in seconda posizione, alle spalle dell'Arezzo, primo con 67 punti, che sale direttamente in Serie B. Il Lumezzane disputa i Play-off, in semifinale prevale nel doppio confronto con la Lucchese, nella doppia finale incrocia il Cesena, in Romagna finisce (1-1) mentre a Lumezzane al novantesimo è ancora (0-0), ma nei supplementari si impone il Cesena (1-2), in una gara dove non sono mancati dei colpi proibiti, a scatenare la rissa è il gol del pareggio dei rossoblù firmato da Nello Russo, nel parapiglia ad avere la peggio è Pietro Strada, colpito dal tecnico del Cesena Fabrizio Castori, il quale viene punito con una pesante squalifica di due anni, ed è uno dei sei espulsi di questa turbolenta finale dei Play-off. Ritorna così in Serie B il Cesena dopo quattro stagioni, per il Lumezzane invece una soddisfazione amara, quella di aver disputato una sontuosa stagione, ma di aver solo sfiorato la prima promozione in Serie B della propria storia calcistica. Nella Coppa Italia di Serie C il Lumezzane disputa il girone D di qualificazione, che ha promosso Cittadella e Belluno.

## Divise e sponsor
Lo sponsor tecnico per la stagione 2003-2004 è Lotto, mentre lo sponsor ufficiale è Fin-Eco.
| Manica sinistra · Maglietta · Maglietta · Manica destra · Pantaloncini · Calzettoni |

## Rosa
| N. |                   | Ruolo | Calciatore          |
| -- | ----------------- | ----- | ------------------- |
|    | Italia (bandiera) | C     | Roberto Angius      |
|    | Italia (bandiera) | C     | Giorgio Biancospino |
|    | Italia (bandiera) | D     | Pierluigi Borghetti |
|    | Italia (bandiera) | P     | Marco Borghetto     |
|    | Italia (bandiera) | D     | Stefano Botti       |
|    | Italia (bandiera) | P     | Luca Brignoli       |
|    | Italia (bandiera) | D     | Emanuele Bruni      |
|    | Italia (bandiera) | C     | Luis Fernando Centi |
|    | Italia (bandiera) | D     | Mauro Coppini       |
|    | Italia (bandiera) | D     | Roberto Cortellini  |
|    | Italia (bandiera) | D     | Simone Dallamano    |

| N. |                    | Ruolo | Calciatore            |
| -- | ------------------ | ----- | --------------------- |
|    | Italia (bandiera)  | C     | Pasquale Fracassetti  |
|    | Francia (bandiera) | C     | Doumbya Lassana       |
|    | Italia (bandiera)  | A     | Luca Paghera          |
|    | Italia (bandiera)  | A     | Gianpietro Piovani    |
|    | Italia (bandiera)  | C     | Francesco Quintavalla |
|    | Italia (bandiera)  | A     | Nello Russo           |
|    | Italia (bandiera)  | C     | Michele Sella         |
|    | Italia (bandiera)  | A     | Davide Sinigaglia     |
|    | Italia (bandiera)  | C     | Pietro Strada         |
|    | Italia (bandiera)  | D     | Marco Zaninelli       |
|    | Italia (bandiera)  | C     | Gilberto Zanoletti    |

## Risultati

### Campionato

#### Girone di andata
| La Spezia 31 agosto 2003 1ª giornata | Spezia          | 0 – 0 | Lumezzane | Stadio Alberto Picco\| Arbitro: \| Fiori (Perugia) \| |
| Arbitro:                             | Fiori (Perugia) |       |           |                                                       |

| Arbitro: | Gandolfi (Cremona) |

|                         |           |  |
| Centi 1’ Sinigaglia 76’ | Marcatori |  |

| Arbitro: | Forconi (Aprilia) |

|          |           |               |
| Papa 79’ | Marcatori | 25’ Zanoletti |

| Arbitro: | Squillace (Catanzaro) |

|                |           |  |
| Sinigaglia 65’ | Marcatori |  |

| Arbitro: | Brunialti (Trento) |

|                          |           |  |
| Centi 57’ Sinigaglia 82’ | Marcatori |  |

| Arbitro: | Vicinanza (Albenga) |

|                               |           |                      |
| Muslimovic 75’ Guidetti 90+2’ | Marcatori | 16’ Centi 77’ Strada |

| Arbitro: | Giglioni (Siena) |

|                        |           |  |
| Centi 24’ N. Russo 75’ | Marcatori |  |

| Arbitro: | Stefanini (Prato) |

|                               |           |  |
| Cardamone 2’ Gruttadauria 29’ | Marcatori |  |

| Arbitro: | Banti (Livorno) |

|                                                 |           |                |
| Cavalli 6’ (rig.) Ambrogioni 27’ Ongfiang 90+4’ | Marcatori | 67’ Sinigaglia |

| Arbitro: | Salati (Trento) |

|                    |           |            |
| Sinigaglia 4’, 88’ | Marcatori | 54’ Cioffi |

| Arbitro: | Ciampi (Roma) |

|  |           |           |
|  | Marcatori | 14’ Bruni |

| Arbitro: | Lops (Torino) |

|               |           |  |
| Zaninelli 83’ | Marcatori |  |

| Arbitro: | Didato (Agrigento) |

|  |           |                                  |
|  | Marcatori | 67’ Cortellini 77’ (rig.) Strada |

| Arbitro: | Iannone (Napoli) |

|                |           |  |
| Sinigaglia 39’ | Marcatori |  |

| Arbitro: | Salati (Trento) |

|  |           |                      |
|  | Marcatori | 16’ Bruni 77’ Strada |

| Arbitro: | Gava (Conegliano) |

|  |           |                                      |
|  | Marcatori | 26’ Serafini 44’ Passiglia 69’ Vigna |

| Arbitro: | Mariuzzo (Venezia) |

|          |           |           |
| Kalu 73’ | Marcatori | 40’ Botti |

#### Girone di ritorno
| Arbitro: | Ferrandini (Sondrio) |

|              |           |                 |
| N. Russo 38’ | Marcatori | 32’, 64’ Scalzo |

| Arbitro: | Giglioni (Siena) |

|  |           |                     |
|  | Marcatori | 50’, 53’ Sinigaglia |

| Arbitro: | Tommasi (Bassano del Grappa) |

|                      |           |             |
| Doumbya 2’ Centi 79’ | Marcatori | 28’ Cerbone |

| Arbitro: | Celi (Bari) |

|  |           |                |
|  | Marcatori | 66’ Sinigaglia |

| Arbitro: | Ciampi (Roma) |

|                                            |           |                |
| Carruezzo 20’ (rig.), 60’ Botti 48’ (aut.) | Marcatori | 18’ Sinigaglia |

| Arbitro: | Giglioni (Siena) |

|                    |           |  |
| Piovani 11’ (rig.) | Marcatori |  |

| Varese 7 marzo 2004 24ª giornata | Varese             | 0 – 0 | Lumezzane | Stadio Franco Ossola\| Arbitro: \| Pantana (Macerata) \| |
| Arbitro:                         | Pantana (Macerata) |       |           |                                                          |

| Arbitro: | Lops (Torino) |

|                       |           |                                         |
| Sinigaglia 15’, 90+2’ | Marcatori | 30’ Bandirali 45’ Joelson 90+6’ Rossini |

| Lumezzane 21 marzo 2004 26ª giornata | Lumezzane             | 0 – 0 | Cesena | Nuovo Stadio Comunale\| Arbitro: \| Squillace (Catanzaro) \| |
| Arbitro:                             | Squillace (Catanzaro) |       |        |                                                              |

| Arbitro: | Lena (Ciampino) |

|                    |           |              |
| Pinamonte 52’, 59’ | Marcatori | 17’ N. Russo |

| Arbitro: | Marrocco (Pisa) |

|                                |           |                              |
| Sinigaglia 44’ Quintavalla 50’ | Marcatori | 52’ O. Henry 81’ L. Bonfanti |

| Arbitro: | Lioce (Molfetta) |

|            |           |                           |
| Ligori 39’ | Marcatori | 7’ Zaninelli 61’ N. Russo |

| Lumezzane 18 aprile 2004 30ª giornata | Lumezzane           | 0 – 0 | Torres | Nuovo Stadio Comunale\| Arbitro: \| Paolo Prato (Lecce) \| |
| Arbitro:                              | Paolo Prato (Lecce) |       |        |                                                            |

| Arbitro: | De Luca (Pescara) |

|                                   |           |  |
| Giosa 44’ Sgrigna 49’ Ruopolo 74’ | Marcatori |  |

| Arbitro: | Burdin (Cormons) |

|                             |           |  |
| N. Russo 15’ Cortellini 63’ | Marcatori |  |

| Arbitro: | Tommasi (Bassano del Grappa) |

|                |           |                                        |
| Abbruscato 63’ | Marcatori | 54’ Sinigaglia 58’ Centi 78’ Zaninelli |

| Arbitro: | Mariuzzo (Venezia) |

|           |           |                        |
| Sella 28’ | Marcatori | 78’ Trezzi 87’ Morante |

### Play-off
| Arbitro: | Crugliano (Crotone) |

|                                      |           |                                                    |
| Carruezzo 15’ (rig.), 75’ Masini 80’ | Marcatori | 45’ Quintavalla 55’ Strada 90’ Piovani 90+4’ Centi |

| Arbitro: | Damato (Barletta) |

|                           |           |  |
| Strada 1’ Quintavalla 23’ | Marcatori |  |

| Arbitro: | Squillace (Catanzaro) |

|              |           |           |
| Bocchini 73’ | Marcatori | 54’ Centi |

| Arbitro: | Stefanini (Firenze) |

|               |           |                              |
| N. Russo 104’ | Marcatori | 100’ Biserni 112’ Ambrogioni |

### Coppa Italia di Serie C

#### Girone D
| Arbitro: | Gervasoni (Mantova) |

|           |           |            |
| Centi 72’ | Marcatori | 31’ Fabris |

| Arbitro: | Salati (Trento) |

|                |           |  |
| De Gasperi 63’ | Marcatori |  |

| Arbitro: | Tommasi (Bassano del Grappa) |

|  |           |                |
|  | Marcatori | 74’ Muslimovic |

| Arbitro: | Orsato (Schio) |

|                  |           |  |
| Intrabartolo 57’ | Marcatori |  |

| 10 settembre 2003 5ª giornata |  | – Turno di riposo Lumezzane |  |  |